# Univers d'Einstein
L'univers d'Einstein est le premier modèle cosmologique fondé sur la théorie de la relativité générale découverte par Albert Einstein en 1915. Le modèle a été proposé par Einstein lui-même en 1917, mais a été abandonné à la suite de la découverte de l'expansion de l'Univers.
L'Univers ainsi modélisé est statique et fermé, de courbure positive, dont la géométrie est celle d'une hypersphère, contenant une distribution homogène et isotrope de poussière de densité d'énergie propre {\displaystyle \rho _{m}}, ainsi qu'une constante cosmologique {\displaystyle \Lambda _{E}}, telle que :
{\displaystyle \Lambda _{E}={\frac {4\pi G\rho _{m}}{c^{2}}}}, où {\displaystyle G} est la constante de Newton et {\displaystyle c} est la vitesse de la lumière dans le vide.

## Description
L'univers d'Einstein est fondé sur le principe cosmologique proposé par Albert Einstein, à savoir l'idée que l'Univers est homogène et isotrope. Pour des raisons qui semblent d'ordre philosophique, Einstein lui a adjoint l'hypothèse que celui-ci était statique, immuable. Sous l'effet de la gravité, les différents objets de l'Univers s'attirent les uns les autres et ont donc tendance à se rapprocher. Pour contrebalancer cette attraction, Einstein a été amené à introduire l'équivalent d'une force répulsive dans l'Univers, qu'il a appelé constante cosmologique. Cette hypothèse, qui rétrospectivement apparaît extrêmement ad hoc au vu du contexte, permet d'établir un équilibre entre phénomènes attractifs et répulsifs. Pour que cet équilibre puisse exister, il est nécessaire que la courbure spatiale de l'Univers soit positive, autrement dit que l'Univers soit d'extension finie, mais sans bord, un peu comme la surface bidimensionnelle d'une sphère. La staticité de l'Univers est alors assurée si une certaine relation entre constante cosmologique, densité de matière et courbure spatiale est satisfaite.

## Confrontation aux observations
L'univers d'Einstein prédit que l'Univers est statique, si l'on exclut les mouvements relatifs des galaxies les unes par rapport aux autres (bien qu'à l'époque où Einstein a proposé son modèle, les galaxies n'avaient pas été identifiées comme telles). Les déplacements des galaxies par rapport à nous, mesurés par effet Doppler, devaient être en moyenne nuls (une partie des galaxies devaient s'éloigner, l'autre se rapprocher, au gré de leurs interactions mutuelles).
La découverte de l'expansion de l'Univers par Edwin Hubble à la fin des années 1920 a invalidé ce modèle et la nécessité de la constante cosmologique. En 1923, Georges Lemaître, cosmologiste belge, conclut que l'Univers a débuté sous la forme d'une petite région compacte qui s'est ensuite dilatée pour devenir l'Univers que nous connaissons. En bref, Lemaître décrit, pour la première fois, le Big Bang.
Einstein a reconnu s'être trompé et, tout en félicitant Georges Lemaître pour ses travaux, il a écrit en 1933 que l'hypothèse de la constante cosmologique était « la plus grande erreur de [sa] vie ».
Aujourd'hui, cependant, l'on admet couramment l'hypothèse qu'il existe une forme d'énergie, désormais appelée énergie noire, qui possède des caractéristiques très semblables à celle de la constante cosmologique d'Einstein. Cette énergie noire serait responsable de l'accélération de l'expansion de l'Univers découverte en 1998.

## Description mathématique

### Dérivation de la solution
L'univers d'Einstein étant homogène et isotrope, il peut être décrit dans le cadre du formalisme de Friedmann-Lemaître-Robertson-Walker et des équations de Friedmann. Celles-ci s'écrivent :
{\displaystyle 3\left({\frac {H^{2}}{c^{2}}}+{\frac {K}{a^{2}}}\right)=\kappa \rho },
{\displaystyle 3{\frac {H^{2}}{c^{2}}}+2{\frac {\dot {H}}{c^{2}}}+{\frac {K}{a^{2}}}=-\kappa P},
où P et ρ sont respectivement la pression (ayant la dimension d'une force / surface = énergie / volume) et la densité d'énergie (dimension d'une énergie / volume) totales, H le taux d'expansion, K / a2 la courbure spatiale, c la vitesse de la lumière et κ la constante d'Einstein (ayant la dimension d'une longueur / énergie) = 8πG/c4 = 2.076 10-43 m J-1. L'univers d'Einstein étant statique, son taux d'expansion H est nul et sa dérivée temporelle {\displaystyle {\dot {H}}} l'est également. On a ainsi :
{\displaystyle 3{\frac {K}{a^{2}}}=\kappa \rho },
{\displaystyle {\frac {K}{a^{2}}}=-\kappa P}.
Le cas où la densité d'énergie et la pression sont nulles correspond à l'espace de Minkowski habituel. On voit que ces deux égalités ne peuvent par contre pas simultanément être satisfaites pour de la matière non relativiste, dont la pression est négligeable devant la densité d'énergie. De plus, si la densité d'énergie est non nulle, alors la pression totale doit être de signe opposé à la densité d'énergie (et égale au tiers de cette dernière en valeur absolue). Si l'on suppose que de la matière ordinaire est présente dans l'Univers, le seul moyen de rendre compatible ces équations est de supposer l'existence d'une autre forme de matière aux propriétés exotiques. Plusieurs choix existent ; celui d'Einstein correspondant à une constante cosmologique, qui peut s'interpréter comme un fluide dont la pression {\displaystyle P_{\Lambda }} est opposée à la densité {\displaystyle \rho _{\Lambda }}. En notant {\displaystyle \rho _{\mathrm {m} }} la densité d'énergie sous forme de matière non relativiste, il vient alors :
{\displaystyle 3{\frac {K}{a^{2}}}=\kappa (\rho _{\mathrm {m} }+\rho _{\Lambda })},
{\displaystyle {\frac {K}{a^{2}}}=-\kappa P_{\Lambda }=\kappa \rho _{\Lambda }}.
On obtient ainsi immédiatement
{\displaystyle \rho _{\mathrm {m} }\,=\,2\rho _{\Lambda }},
et la courbure spatiale est alors donnée par :
{\displaystyle {\frac {K}{a^{2}}}=\kappa \rho _{\Lambda }}.
La raison de ce choix particulier d'une constante cosmologique de la part d'Einstein résulte du fait que la constante cosmologique peut, selon les cas, être considérée comme un fluide possédant une certaine densité d'énergie et une pression, soit comme une caractéristique purement géométrique de l'espace. Dans ce second cas, la constante cosmologique {\displaystyle \Lambda } représente une quantité homogène à l'inverse du carré d'une longueur, donnée par
{\displaystyle \Lambda \,=\,\kappa \rho _{\Lambda }}. Dans ce cas, la courbure spatiale K / a2 et l'inverse du rayon de courbure, 1 / {\displaystyle R_{c}={\sqrt {K}}/a} se déduisent de la constante cosmologique par les formules :
 K / a2 = Λ  et 1 / Rc= Λ½ .